# 孫盛
孫 盛（そん せい、302年 - 373年）は、東晋の歴史家・政治家。字は安国。太原郡中都県の人。三国時代の魏の重臣である孫資の玄孫。曾祖父は孫宏。祖父は西晋に仕えた孫楚。父は孫洵。子は孫潜・孫放。孫は孫秉。曾孫は孫康。『晋書』に伝がある。
東晋に仕え、庾亮・桓温らの下で活躍した。また、『三国志』の注に引かれた『魏氏春秋』や『晋陽秋』など、歴史家として多くの著作を残した。

## 生涯
西晋末期、父の孫洵は潁川郡太守を務めていたが、戦乱に巻き込まれ賊に害された。孫盛は10歳の頃、戦乱を避け、北方から長江を渡り、江南に避難したという。成長すると、博学で善言で理を弁えているという評判をとるようになった。
東晋に佐著作郎として仕官した。家が貧しく親が年老いていたため、食い扶持を求めて劉陽県令となった。荊江二州刺史の陶侃に参軍として取り立てられ、後任に庾亮が赴任すると、引き続きその参軍として仕えた。
庾亮が征西将軍となると、司馬を兼任し、引き続き参軍を務めた。ちょうど丞相王導が執政していた時代であったが、南蛮校尉の陶称（陶侃の子）が讒言をしたため、庾亮と王導はお互いに疑心暗鬼となったことがあった。このとき孫盛が庾亮を説得したため、庾亮は王導への不信を納めることができた。
庾亮に代わり庾翼が赴任すると、孫盛は安西諮議参軍に任命されたが、後に廷尉正になった。
庾翼に代わり桓温が赴任すると、孫盛は参軍の職にとどめられ、桓温の成漢征伐に従軍した。桓温は自ら軽兵を率いて成漢に侵攻し、孫盛が輜重を担当し、他の臣下と協力して賊を敗走させた。成漢を滅ぼすと、功績で安懐県侯に封じられた。なお、成都に入ったとき、蜀漢の劉備の末裔の劉玄（劉永の孫）と対面している。
桓温に従ったまま従事中郎となり、関中に入って洛陽にまで到達した。爵位は呉昌県侯までになり、長沙郡太守に任命された。
孫盛は若い頃貧乏で苦労したため、出世すると利殖に励んで私腹を肥やすようになったが、桓温は黙認して罪には問わなかった。
その後もだんだんと出世し、秘書監までなり、給事中を加えられるようになった。年代は不明だが、数え72歳で死去した。
歴史家としても知られ、『魏氏春秋』20巻・『晋陽秋』32巻・『蜀世譜』・『異同雑語』（『異同記』『異同評』『雑記』と同じ書物だと考えられている）などを著した。『晋陽秋』執筆時のエピソードとして、時の権力者で恩人でもある桓温の北伐失敗を直書し、彼やその圧力を恐れた孫盛の息子の書き直しの要求を拒み通し、抵抗できなくなると、桓温の敵であった前燕の慕容儁に自分の著作を贈り、結果として孫盛の文章は守られたという。
裴松之が『三国志』の注を付けた際、孫盛の著書は異聞を多く集め、人物評論に健筆を振るっていることから頻繁に引用されている。裴松之は「孫盛や習鑿歯（『漢晋春秋』・『襄陽記』の著者）は異同を捜し求めて漏洩なし」と賞賛している。ただしその内容については賛否両論あり、たとえば史書の人物の発言を『左伝』などからの典故で潤色する傾向がある点を裴松之から批判されている。

## 子女
- 孫潜（字は斉由、豫章郡太守）
- 孫放（字は斉荘、長沙国相）